# Ґуїдо Ґрабов
Ґуїдо Ґрабов (нім. Guido Grabow, 7 жовтня 1959) — німецький академічний веслувальник.
Бронзовий призер Олімпійських Ігор 1988 року в складі розпашної четвірки без стернового, учасник 1984 року.
Чемпіон світу 1983, 1985 років у складі розпашної четвірки без стернового, срібний призер 1986 року в складі розпашної четвірки без стернового.